# Вальковское
Валько́вское (бел. Валько́ўскае) — озеро в Россонском районе Витебской области Белоруссии, на границе с Себежским районом Псковской области России. Через озеро протекает река Черепетица, левый приток Нищи.

## География
Озеро Вальковское расположено в 8 км к северо-западу от городского посёлка Россоны и в 1,5 км к северу от деревни Глоты, на границе с Россией. Восточные берега относятся к Себежскому району Псковской области. На российском берегу находится деревня Зуи. Высота водного зеркала над уровнем моря составляет 138,9 м.
Через озеро течёт река Черепетица, прежде протекающая сквозь последовательно расположенные озёра Мылинское и Черепитское и дальше уходящая через длинный узкий залив на севере. В некоторых источниках этот залив именуется отдельным озером Черпета.
Площадь поверхности водоёма составляет 2,43 км², длина — 4,05 км, наибольшая ширина — 1,12 км. Длина береговой линии — 12,13 км. Наибольшая глубина — 11,6 м, средняя — 6,2 м. Объём воды в озере — 15,06 млн м³. Площадь водосбора — 209 км².

## Морфология
Котловина лощинного типа, лопастной формы, вытянутая с северо-запада на юго-восток. Склоны котловины преимущественно пологие, высотой 3—5 м, покрытые лесом. Западные склоны распаханные. Юго-восточные склоны крутые, высотой до 10—15 м. Береговая линия извилистая, образует несколько заливов и полуостровов. Наиболее крупный полуостров, разделяющий два залива на севере, принадлежит России. Берега низкие, песчаные (на севере местами торфянистые), поросшие кустарником и лесом. Юго-западные берега сливаются со склонами.
Мелководье узкое, сублиторальный склон крутой, профундаль плоская. Дно до глубины 2 м песчаное. Глубже озёрное ложе выстлано опесчаненным илом с высоким содержанием железа. В мелководном западном заливе дно покрыто кремнезёмистым сапропелем.

## Гидробиология
Минерализация воды достигает 170 мг/л, прозрачность — 1,1 м. Озеро эвтрофное, слабопроточное.
На юго-востоке имеется короткая широкая протока, через которую озёра Черепетское и Вальковское сообщаются. Северный залив, через который воды Черепетицы покидают водоём, сообщается с озером Тихое, расположенным на российской территории.
Озеро существенно зарастает. В окрестностях отмечена берёза карликовая, занесённая в Красную книгу Республики Беларусь.
В воде обитают лещ, щука, окунь, судак, плотва, краснопёрка, налим, язь, карась, речной угорь.